# Cud Świętego Januarego
Cud Świętego Januarego, również „Cud krwi” św. Januarego, wł. Il miracolo di San Gennaro – święto religijne odbywające się w Neapolu (Włochy) głównie 19 września w dzień śmierci męczeńskiej św. Januarego. Kościół katolicki nigdy nie ustosunkował się oficjalnie co do cudu, który ma wtedy zachodzić.
Obchody odbywają się czasami dodatkowo w sobotę przed pierwszą niedzielą maja oraz czasami 16 grudnia z okazji wyjątkowych wydarzeń. Polegają na obserwacji przemiany krwi świętego Januarego zamkniętej w szklanej ampułce z postaci skrzepniętej w postać płynną.

## Historia
Według tradycji jedna z pobożnych kobiet, obecna podczas egzekucji świętego w 305 roku, zebrała do flakonika pewną ilość krwi. Obecnie przechowywana jest w neapolitańskiej katedrze w specjalnym relikwiarzu.

## Obserwacja i interpretacja „Cudu krwi”
Zjawisko to nie zawsze przebiega w taki sam sposób. Według chrześcijan niekiedy ciecz zawarta w ampułce rozpuszczając się zmienia swoją objętość. Bywa, że pęcznieje i wypełnia cały pojemnik, innym razem zajmuje mniejszą przestrzeń. Również kolor ma ulegać zmianom od jaskrawej do ciemnej lub brudnożółtej czerwieni. Różny jest także czas przechodzenia ze stanu stałego w ciekły. Bywa, że następuje to w jednym momencie, innym razem proces ten trwa kilka minut lub cały dzień. Podobnie ma być z krzepnięciem.
Wydarzenie to niektórzy interpretują jako wróżbę. Jeśli zawartość ampułki rozpuszcza się szybko ma to być znakiem pomyślności. Jeśli skrzep się nie rozpuści (co przeważnie się nie zdarza) na Neapol spada jakieś nieszczęście. Taka sytuacja miała mieć miejsce m.in. w 1944 roku, kiedy doszło do wybuchu Wezuwiusza.
Do relikwii św. Januarego pielgrzymowali papieże. Jednakże nie zawsze wobec nich zdarzał się cud.
1848 – bł. Pius IX – krew zmieniła postać ze stałej w płynną,
1979 – św. Jan Paweł II – cud się nie wydarzył,
2007 – Benedykt XVI – cud się nie wydarzył,
2015 – Franciszek – krew rozpuściła się w połowie.

## Badania naukowe
Niektórzy naukowcy przypuszczają, że w szkatułce znajduje się płyn tiksotropowy, który staje się mniej lepki, gdy się go zamiesza, a zastyga podczas spoczynku. Jest nim np. zawiesina wodorotlenku żelaza(III), która imituje ludzką krew i można ją było wytworzyć w starożytności czy średniowieczu. Udało się stworzyć repliki płynu ze szkatułki, które mają takie same własności jak on. Badacze ci stwierdzają, że nie ma przekonujących danych na temat niezwykłych własności cieczy z flakonika (np. zmiany jego masy, objętości czy koloru). Naukowcy ci podważają wiarygodność analiz spektroskopowych z 1902 i 1989 roku, które miały wykazać obecność hemoglobiny w szkatułce. Wskazują oni na to, że:
- wyniki analiz spektroskopowych nie były opublikowane w recenzowanym periodyku naukowym, a jedynie w prywatnych drukach Kurii neapolitańskiej,
- wykonano spektroskopię z użyciem pryzmatu, zamiast nowszej i dokładniejszej spektroskopii elektronowej,
- w widmie nie zarejestrowano kolorowych związków ani zawiesin nieprzezroczystych ciał stałych,
- autorzy analiz sami przyznają, że mogli pomylić hemoglobinę z innym czerwonym barwnikiem,
- analiz nie przeprowadzono na dwóch różnych grubościach płynu i przez to nie wyznaczono wpływu relikwiarza na wyniki (stare szkło bywa zanieczyszczone),
- zawartość szkatułki była ciekła przez wiele godzin (a pasma hematyny i hemochromogeniny zanotowano po 3–9 minutach, które następnie przyłączyły się do pasm hemoglobiny),
- maksimum Soreta dla wiązań występujących w krwi nie może być zauważone,
- autorzy analiz spektroskopowych nie przeprowadzili kalibracji długości fali i z tego powodu widmo wykazuje wiele nietypowych nieprawidłowości (nieprzeciętnie ostry kolor kontrastu i zniekształcony rozkład spektralny)
- na podstawie dostępnych danych nie można rozróżnić żadnych linii absorpcyjnych[5][7][9].

John Fischer i Joe Nickell postawili hipotezę, że w szkatułce jest oliwa z oliwek, stopiony wosk pszczeli i czerwony barwnik.
Antonio Ruggieri uważa, iż krytycy nadnaturalności zawartości szkatułki pomijają czas, przez jaki krew św. Januarego utrzymuje swoje właściwości – płyny tiksotropowe, które według nich mogłyby imitować krew, zachowują swoje cechy maksymalnie 2 lata, podczas gdy krew św. Januarego ma posiadać niezwykłe właściwości już od 1700 lat. Uczeni, którzy brali udział w pracach badawczych, jak np. prof. Gastone Lambertini, nie znajdują żadnego racjonalnego wytłumaczenia tego zjawiska: Prawo zachowania energii, zasady, które rządzą żelowaniem i rozpuszczaniem koloidów, teorie starzenia się koloidów organicznych, eksperymenty biologiczne dotyczące krzepnięcia plazmy: wszystko to potwierdza, jak substancja, czczona od wielu wieków, rzuca wyzwanie każdemu prawu przyrody i każdemu tłumaczeniu, które nie odwołuje się do tego, co nadprzyrodzone. Krew św. Januarego to jest skrzep, który żyje i który oddycha: nie jest więc jakąś «alienującą» pobożnością, lecz znakiem życia wiecznego i zmartwychwstania (G. Lambertini).
5 lutego 2010 roku, włoski profesor i hematolog, prof. Giuseppe Geraci zaprezentował próbkę swojej krwi, która zmieniła stan skupienia ze stałego w ciekły w wyniku potrząsania. Stwierdził jednak, że nie wie, w jaki sposób zmienia swój stan skupienia krew z Neapolu, ale o podobnym "cudzie" wyraził się "tam jest krew, nie cud". Jednocześnie przedstawił on wyniki badań, które potwierdziły, iż substancja w ampułce jest autentyczną, prawdziwą krwią ludzką, a nie płynem tiksotropowym lub inną substancją imitującą.
Pierwsze wzmianki o Januarym pochodzą z V wieku. Natomiast według Michaela Epsteina i Luigiego Garlaschelliego pierwsze wzmianki o krwi św. Januarego pochodzą z XIV wieku.